# Córrego dos Macacos
Córrego dos Macacos é um curso de água do estado de São Paulo, no Brasil.
Nasce no município de São José do Rio Preto, passando por Cedral e novamente por São José do Rio Preto, onde desagua no rio Preto.
Tem como afluentes pela margem norte o córrego do Thiago e o córrego da Baixada Seca; pela margem sul, o córrego Auferville. Desagua no rio Preto na localidade de São José do Rio Preto.